# Marais et tourbières des vallées de la Somme et de l'Avre
Les marais et tourbières des vallées de la Somme et de l'Avre sont une zone humide d’importance internationale située dans le département de la Somme, labellisé le 18 décembre 2017 au titre de la convention de Ramsar. Cet espace est intégré au réseau européen Natura 2000.

## Localisation
L'espace labellisé Ramsar s'étend pour la vallée de la Somme, de l'amont vers l'aval de Ham à Grand-Laviers et pour la vallée de l'Avre, de Warsy à sa confluence avec la Somme entre Longueau et Camon. S'étendant sur plus de 200 km de long, cet espace se prolonge à l'ouest par la baie de Somme, autre espace labellisé Ramsar.
L'ensemble se compose des éléments suivants :
- Les Hortillonnages à Amiens, Rivery, Camon et Longueau ;
- sites protégés par un arrêté préfectoral de protection de biotope :
  - Vallée d'Acon à La Chaussée-Tirancourt (ZNIEFF n°220 013 451),
  - Grand Marais de La Queue à Blangy-Tronville,
  - marais de Daours,
  - marais de Génonville à Moreuil,
  - grand marais à La Chaussée-Tirancourt,
  - Réserve naturelle nationale de l'étang Saint-Ladre à Boves ;
- Zones naturelles d'intérêt écologique, faunistique et floristique (ZNIEFF) de type 1 :
  - vallée de la Somme :
    - Marais de la vallée de la Somme d'Eaucourt-sur-Somme à Abbeville (Znieff n° 220 004 992),
    - Marais de la vallée de la Somme de Crouy-Saint-Pierre à Pont-Rémy (Znieff n° 220 004 994),
    - Marais de la vallée de la Somme d'Ailly-sur-Somme à Yzeux (Znieff n° 220 004 996),
    - Marais de la vallée de la Somme entre Daours et Amiens (Znieff n° 220 320 028),
    - Méandres et cours de la Somme de Bray-sur-Somme à Corbie (Znieff n° 220 320 014),
    - Méandres de la Somme à Voyennes (Znieff n° 220 005 008) ;

  - Vallée de l'Avre :
    - Marais des Trois Vaches à Amiens (Znieff n° 220 030 012),
    - Marais de Boves, Fouencamps et Thézy-Glimont (Znieff n° 220 320 038),
    - Marais de l'Avre de Moreuil à Thennes (Znieff n° 220 320 008),
    - Marais de l'Avre de Gratibus à Moreuil (Znieff n° 220 013 990),
- Prolongements :
  - Zones naturelles d'intérêt écologique, faunistique et floristique (ZNIEFF) de type 2 :
    - Haute et moyenne vallée de la Somme entre Croix-Fonsommes et Abbeville (Znieff n° 220 320 034),
    - Vallée de l'Avre, des Trois Doms et confluence avec la Noye (Znieff n° 220 320 010).

## Caractéristiques
Cette zone humide d'une superficie de 13 100 hectares, dont l'alimentation en eau provient de la nappe phréatique de la craie et des alluvions de fond de vallée, abrite dans ses marais tourbeux des espèces animales et végétales menacées. Près des 3/4 de la population du département de la Somme vit à proximité de cette zone d'une grande importance culturelle et historique : les terrasses fluviales de la Somme et de l'Avre conservent les traces des premières occupations humaines du nord-ouest européen.
Les marais et tourbières des vallées de la Somme et de l'Avre sont des lieux de nidification et de stationnement de nombreux oiseaux paludicoles. La  préservation de ces espaces et de leur végétation terrestre, amphibie ou aquatique propre aux tourbières alcalines permet d'assurer le cycle de vie des oiseaux paludicoles.

### Faune

#### Poissons
- Anguille d'Europe, espèce très menacée...

#### Oiseaux
- Blongios nain,
- Butor étoilé,
- Locustelle luscinioïde...

#### Insectes
- Cordulie à corps fin (Oxygastra curtisii)
- Phalène sagittée...

### Flore
- l’Ache rampante (Helosciadium repens),
- la Calamagrostide blanchâtre (Calamagrostis canescens),
- la Fougère à crète
- la Grande Douve (Ranunculus lingua),
- le Liparis de Loesel...

## Administration, plan de gestion et réglementation
Les marais et tourbières des vallées de la Somme et de l’Avre sont placés sous l'autorité du département de la Somme qui élabore la plan de gestion du site et coordonne les différentes actions à mener avec les organismes partenaires. Préserver, conserver et valoriser
les marais et tourbières des vallées de la Somme telle est la mission que s'est fixé le département. Ce plan de gestion détermine des grandes orientations et propose un plan d’actions pour la mise en œuvre de projets visant à la conservation et à l’utilisation rationnelle des zones humides.
Il s'agit de lutter contre les menaces qui pèsent sur le site :
- la minéralisation de la tourbe,
- l'envasement,
- la disparition des usages (pastoralisme etc.),
- l'eutrophisation des eaux,
- les dysfonctionnements hydrauliques,
- la construction d'habitats légers illégaux,
- l'artificialisation des espaces naturels,
- les espèces exotiques envahissantes...

Il s'agit également de :
- favoriser l’attractivité économique et touristique du territoire,
- renforcer l’éligibilité du territoire à d’importants programmes de financement,
- animer un travail collectif impliquant les habitants et les usagers,
- s’inscrire en continuité du site Ramsar Baie de Somme,
- faire partie d’un réseau de sites Ramsar[5].

## Pour approfondir